# Josef Koudelák
Josef Koudelák (26. února 1906 Senička – 20. srpna 1960 Bělkovice) byl moravský učitel, spisovatel a sběratel folkloru.

## Život
Narodil se v rodině obuvnického mistra Františka Koudeláka (1874) a jeho manželky Anežky roz. Zendulkové (1873–1950). Měl tři sourozence: Marii (1899–1975), Amálii (1907) a Jana (1909–1977).
Po studiu čtyř tříd na reálném gymnáziu v Litovli (1907–1911) vystudoval učitelský ústav v Olomouci, kde maturoval v roce 1925.
Po roce bez zaměstnání, kdy vypomáhal v zemědělství, učil postupně v Července, Slavětíně, Novém Jičíně, Renotech, Uničově, Náměšti na Hané, Šternberku, Štarnově a Bělkovicích. V letech 1958–1960 byl ředitelem národní školy v Bělkovicích, kde ukončil svůj život sebevraždou.

### Rodinný život
Roku 1932 se v Novém Jičíně oženil. Se ženou Žofií měli dvě děti: Drahomíru Macovou a Aleše (1937–2017).

### Posmrtná připomínka
Na rodném domě v Seničce byla v roce 1999 odhalena pamětní deska.

## Dílo
Rozsáhlé dílo Josefa Koudeláka se dělí na dvě části. Do roku 1930 psal poezii, poté se věnoval próze. Jeho romány se věnují vesnickému životu.
Byl členem Moravského kole spisovatelů (1930–1948) a dalších uměleckých spolků. Román Na dřevě kříže byl v roce 1935 oceněn 3. cenou Moravskoslezské země. Bohemista Jiří Haller ocenil na románu Hraničáři „poctivý jazyk a krásný sloh... ušlechtilou tendenci a životní optimismus“.

### Poezie
- Hořící srdce – Litovel: V. Kunc, 1926
- Vesnice v poledni – Přerov: Šlépěje života, 1927
- Rodička bolestná – bibliofilie. Valašské Meziříčí: Lubina, 1929
- Senička – Litovel: vlastním nákladem, 1929
- Zjevení lásky: lyrika – Josef Koudelák a František Neužil. Pozořice: Arne Jakeš, 1929
- Náš rod – bibliofilie. v. n., 1930
- Nový Jičín – bibliofilie; kresby Jar. Štochl. Nový Jičín: Kryl a Scotti, 1930
- Vánoce 1936: vánoční a novoroční pozdrav – nakreslil Karel Homola. Uničov: v. n., 1936

### Próza
- Na dřevě kříže: román děvečky – Olomouc: Čeněk Beran, 1932
- Vrata tmy: román mladé hanácké dědiny – Olomouc: Č. Beran, 1932
- Krůpěje – Olomouc: Č. Beran, 1933
- Na dřevě kříže: román děvečky – Olomouc: Č. Beran, 1933
- Zlatá srdce: povídky – Olomouc: Č. Beran, 1933
- Hraničáři – Olomouc: Č. Beran, 1934
- Pacholek Jordán: román – Praha: Novina, 1936
- Petr Bezruč na Hané: K 15. září 1937 – Uničov: Kopa a Vrbický, 1937
- Radlice boží: román – Praha: Novina, 1941
- Tvrdá země: román – Praha: Novina, 1941
- Skála puká: román – obálka František Podešva. Praha: Novina, 1943
- Vítězná chudoba: román drobných lidí – Brno: Josef Stejskal, 1943
- Matčin prsten – Josef Koudelák. Anička a Vodník – František Herodek; kresby od Dobroslavy Bilovské. Brno: J. Stejskal, 1944
- O pacholku Jankovi a krásné Magdalence. O zlaté meruňce – Josef Koudelák, Antonín Sedláček. Brno: Česká literární Morava, 1944
- Petr Bezruč na Hané: několik kapitol k básníkovým osmdesátinám – Brno: J. Stejskal, 1947
- Potmě a vyšívaná: román – kresba B. Valihrach. Olomouc: B. Valihrach, 1948
- Praděd nespí: román – malíř Vilém Wünsche. Praha: M. Stejskal, 1948
- Dědina ve vysokých botách: pohádky z Hané – Ilustrace Stanislav Krátký. Olomouc: Závodní výbor ROH, 1957
- Podivný rybolov – dřevoryty: František Bělohlávek. Olomouc: Krajské nakladatelství, 1957
- S větrem o závod: kniha klukovských dobrodružství – ilustroval a obálku navrhl Jaroslav Baumbruck. Praha: Státní nakladatelství dětské knihy, 1958
- Křišťálový vrch – k vydání připravil a doslov napsal Alois Sivek. Ostrava: Krajské nakladatelství, 1961

### Jiné
- T. G. Masaryk: dětská hra o 3 jednáních s dohrou – Brtnice: J. Birnbaum, 1930
- Iskra: slezský literární měsíčník [Vojtěch Martínek: Verše o životě a smrti — Ladislav Třenecký: Parta — Zdeněk Bár: Pomsta — Jáchym Blechta: Divný pocit — Fran Směja: O tom ani slova — Emil Dvořák: Píseň — Milan Rusínský: Slezským písemnictvím — Marie Glabazňová: Harmonie — Milan Rusínský: Stryk Elšer — Adolf Tománek: Smutek v duši — Bohumír Četyna: Tvář ve výkladě — František Zemanec: Tušení smrti – Jan Pacl: Proti všem — Z. Bár: Píseň — E. Dvořák: Oheň — Josef Kalus: Vzpomínka — Jaroslav Šulc: Píseň o domově — František Doležal: Nesmrtelná — Josef Koudelák: Koupel — L. R. Havlásek: Taneční polibek — Jan Schwarz: Umění v současné době — M. Rusinský: Písemnictvím slezským — V. Martínek: Na motiv z Goetha — Jindřich Spáčil: Slunce ve tváři — Fráňa Richter: Proměna — F. Směja: Jedna kapitola — J. Blechta: Nálada — L. Třenecký: R. Pacl: Hledání významu divadla knihy— Zdeněk Vavřík: Svatební píseň — Z. Bár: Cirkusácká poesie — Karel Vlček: Někdy — Františka Láníková: Všední příběh — Karel Fiža-Tošanovský: Srdce — M. Rusínský: Černá země — V. Martínek: Ostravská píseň — M. Rusínský: Hra — Adolf Tománek: Hrabyně — F. Směja: Láska — Anton Kudja-Riavin: Pozdrav Iskre — E. Dvořák: Hlas domova — V. Martínek: Dva polští spisovatelé z Těšínska — Jaroslav Nečas: Mému kraji — Z. Bár: Útěk — J. Šulc: Ostrava — F. L. Kratochvíl: Březový háj — Jura Dulava: Pasačka — Bohuslav Tomíček: Podzim — Otokar Cochlar: Vrata – K. Fiža-Tošanovský: Věrné mládí] – sborník spisovatelů ostravského regionu. Opava: Iskra, 1932
- Ročenka Městského musea v Litovli – uspořádal Karel Sedlák [Markýza píše do Litovle: Eugen Stoklas — Marie markýza Růžičková-Strozziová: Bohuš Vybíral — Vzpomínka: Gabriela Preissová — Vítězná cesta: Josef Koudelák — Duše vzácná: Josef Jan Frič — Charvátská tragédka a české Národní divadlo: Adolf Wenig — Vzpomínka: Rudolf Deyl — Naše ljubljena Štrocica: Gavrijela Horvátová — Mezi hladinou a dnem: Jan Čep — Ljubav za ljubav: Josef Husička — Nové paleolitické nálezy v Mladči u Litovle: Josef Skutil — Zpráva o činnosti Městského musea v Litovli: Karel Sedlák]. Litovel: Městské muzeum, 1936
- Od Radhoště k Pradědu: k šedesátinám Adolfa Kubisa – redigoval; graficky vyzdobil Aljo Beran. Olomouc: Č. Beran, 1936
- Verše a epigramy – Čeněk Kadlec; uspořádal a napsal úvodní slovo; kreslil malíř František Bílkovský. Olomouc: OOS, 1939
- Pověsti z kraje básníka F. S. Procházky – redigovali Josef Koudelák, Josef Vaca; úvodní slovo napsal Bedřich Slavík; kreslili František Záleský a V. Čecháková. Olomouc: Okresní osvětový sbor (OOS), 1939[5]
- Haná vpřed – knižně upravili Karel Bartuška a Josef Koudelák; reprodukce Františka Hoplíčka. Olomouc: Karel Bartuška, 1940
- Očima písmáků: črty a povídky – uspořádal a napsal úvod; závěrečnou studii napsal Bedřich Slavík; obálka a kresby F. Bílkovského. Brno: Moravská knihovna, 1940
- Mateřídouška: pohádky z Hané – uspořádal a napsal úvod; napsali K. Dvořáček ... et al.; kresby od D. Bilovské. Brno: J. Stejskal, 1944
- Velký rodinný hanácký kalendář na rok 1947 – sestavil Jan Cekl, Josef Koudelák a Stanislav Krejčí. Olomouc: Jiří Vyjidák, 1946
- Kulturní místopis okresu Šternberského – sestavil Josef Koudelák; mapku nakreslil Bohumír Šváb. Šternberk: Okresní osvětová rada, 1947
- Kytička z Hané Petru Bezručovi – redakce Josef Koudelák. Praha: Miroslav Stejskal, 1947
- Štarnov pod Šternberkem: z minulosti k přítomnosti: monografie – uspořádal; kresby B. Šváb, František Šnajdr. Štarnov: Místní osvětová rada, 1948
- 70 let Josefa Vrbky: sborníček – uspořádal. Mohelnice: Okresní vlastivědné muzeum, 1958